# Héctor Tapia
Héctor Santiago Tapia Urdile (Santiago, 30 de setembro de 1977) é um treinador e ex-futebolista chileno que atuava como atacante. Atuou por mais tempo no Colo-Colo.

## Títulos como jogador
Colo-Colo
- Primera División de Chile: 1996, 1997, 1998
- Copa Chile: 1994, 1996

Cruzeiro
- Campeonato Mineiro: 2004

Lille
- Copa Intertoto da UEFA: 2004

Seleção Chilena
- Jogos Olímpicos de Verão de 2000: Medalha de Bronze

## Títulos como treinador
Colo-Colo
- Primera División de Chile: 2013-2014

## Prêmios Individuais
- Artilheiro Primera División: 2001

## Carreira

### Como jogador de futebol

#### No Chile
Vindo de muito pequeno para as divisões inferiores do Colo-Colo, onde estréia com a idade de 16 anos em 1994, aos poucos começa a fazer um nome e ser chamado a promessa de meta Colo-Colo, com a chegada de Gustavo Benitez começa a adicionar vários minutos e ter uma competição exigente, primeiro com a chegada de Ivo Basay, e, em seguida, acrescentou a chegada de Marcelo Barticciotto para Albo equipa, Hector ainda consegue começar a jogar e marcar golos, seja de bancos ou a partir do décimo primeiro titular. Ele passou quatro anos no Colo-Colo, na primeira fase, que ganhou três Torneio e dois Chile Cup, mais pontuação 32 gols em 82 jogos. Apesar de ter uma boa e promissora começo, ele sente que ele não estava jogando o suficiente e parte da Universidad Católica para adicionar minutos.
E assim como ele atinge o elenco cruzado em 1999 com a intenção de adicionar mais minutos para se dedicar a jogar em seis meses não consegue demonstrar um bom nível com a Universidade Católica, onde as contagens 9 gols em 15 jogos (um daqueles metas fez dele o clube que formou Colo-Colo). Após isso começa a ter o interesse de países estrangeiros, especialmente a partir de Europa, e uma oferta é formalizada a partir da Perugia Calcio de Itália para levá-lo, tanto Universidad Católica como Tito Tapia aceito como parte Itália.
Na Perugia Calcio não obter os minutos que ele queria, já que não era do agrado do técnico, e só jogou 4 jogos (sem um objetivo) em um ano e meio estadia, então ele decide esforços para retornar ao Chile, e esta é a forma como o Perugia Calcio envia para empréstimo para o seu primeiro clube, Colo-Colo.
Ela foi apresentada no início de 2001 em Colo-Colo e se reuniu com ex-companheiros, como Manuel Neira, Marcelo Espina, Marcelo Barticciotto, Sebastián González, entre outros. Colo-Colo só teve que jogar na liga local, e as datas decorrido, a equipe foi liderada por Roberto Hernandez está sobrecarregado e não pode chegar a um bom desempenho no torneio, terminando em quarto lugar, mas Hector Tapia nível equipe começa a consagrar como jogador e nos 27 jogos que os escores anos 24 gols, uma figura que lhe valeu a ser distinguido como um marcador.
Colo-Colo arrastando uma crise econômica há alguns meses e início de 2002 foi declarada em falência, uma situação complicada a extensão do empréstimo Tapia visto na decisão de deixar o clube para chamar a Palestino.
Em Palestino na abertura dos jogos curtos em Chile joga a um nível elevado no torneio Apertura e Clausura finais sendo a principal figura do grupo árabe, isso faz com que a atenção de clubes europeus de novo, e esta é a forma como o Lille de França integra em suas fileiras.

#### No Exterior e do Chile
Na Lille começa a ver os minutos, mas desde o início que levou para pegar ritmo como ele veio a midseason para o campeonato francês. Na temporada seguinte, 2003/04, ele começa a tocar a partir da décima primeira partida, mas gradualmente seu baixo as metas de contribuição propriedade começa a perder para começar a contribuir a partir do banco. Lille terminou em 10º na tabela Ligue 1 francesa e ganhar o UEFA Intertoto Cup.
Tapia ainda era considerada para a próxima temporada, mas ele recebe uma oferta do Brasil, especificamente a Cruzeiro aceita a oferta e começa uma nova experiência, desta vez no país do futebol.
Curso médio de 2004 para defender a camisa do Cruzeiro em do Brasileirão. Na equipe de Belo Horizonte não começou mal, num primeiro momento, ele se matriculou com um golo, mas como eles passaram datas objetivo não chegar e críticas começaram a aparecer na imprensa local e os fãs. A equipe não cumpria os objectivos propostos no início desta temporada terminando na 13ª posição, devido ao pequeno contributo do gol Tapia, que marcou quatro golos nos 22 jogos que disputou, Cruzeiro decide rescindir o contrato Tapia.
Com a bola em seu poder, vem a Chile para defender a camisa do Colo-Colo, que ainda estava clube falido e sua equipe era composta de jovens de mais baixo, como Matías Fernández, Fernando Meneses, Claudio Bravo, Gonzalo Fierro, Miguel Aceval, e alguns ex-colegas de Tito como Luis Mena, Miguel Riffo, Braulio Leal, e também o seu treinador era seu ex-companheiro Marcelo Espina.
Em Apertura 2005, Tapia chega a ter um grande torneio objetivos de pontuação, mas a fase de albo péssimo desempenho play-off Espina faz demitir-se e, eventualmente, passar na chegada de Ricardo Dabrowski, que ficam semelhantes aos resultados técnicos acima e acabaria por sair. Mas, ao nível institucional Colo-Colo assinou um acordo com a concessionária preto e branco para este assumir as dívidas e administração do clube, para que possamos sair do estado de falência. Tapia joga um bom 2005, contagens 16 gols em 30 jogos, mas não o gosto do novo albo técnico Claudio Borghi dá-lhe que a partir de Colo-Colo. Uma semana depois ele foi contratado pela Unión Española.
Em Unión Española é acoplado com um ex-companheiro de equipe, Jose Luis Sierra. Espanhol União é eliminado por Colo-Colo no torneio e Hector Tapia deixa de destacar o Apertura 2006, pelo facto de não marcar nenhum gol, e acabam Hispânico caixa de movimento.

#### Última etapa
Decide tentar de futebol no exterior novamente, desta vez na Suíça, particularmente no FC Thun. Em seis meses só jogou 10 jogos e marcou dois gols, para não adicionar os minutos que ele queria, ele chega a um acordo com o clube para ser livre e guia para exclub, Palestino, com o conjunto Árabe jogado a maioria dos jogos Apertura 2007, consegue marcar 8 e destaca metas do clube, por isso, um outro exclub, Universidade Católica, o que contratadas para cobrir a ausência de meta deixada por Roberto Gutiérrez devido a um ligamento corte. Em seu primeiro ano era comum na Universidad Católica, tanto assim que ele recebe uma oferta em meados - 2008 de Bélgica, especificamente a partir da Real Excelsior Mouscron, mas Tapia rejeitou essa oferta e ele permanece na cruz juntos. Nos seis meses seguintes praticamente vê minutos e decide se aposentar, termina o seu contrato na Universidade Católica (onde marcou 14 gols em sua ano e meio), e decide prosseguir o seu curso de treinador.
No início de 2009, sua exclub Palestino o convence a ir no profissionalismo e contrata-lo por um ano, esse ano ele jogou quase todos os jogos com palestino, marcando 8 gols e sendo salvação de Palestina a descida para Primera B nos playoffs contra San Marcos de Arica, com este último desenvolvimento fora do contrato e apesar das intenções da liderança para ter Tapia para o 2010, termina a sua carreira no futebol com apenas 32 anos.

### Como treinador

#### Colo-Colo
Como técnico, ele chega Colo-Colo em 2011, pela mão de um projeto nas divisões mais baixas sendo atribuído este técnico. Em 2012 é designado para trabalhar as partes, conduzindo gradualmente inferior e também para dirigir a filial da equipa Colo-Colo, Colo-Colo B, ainda este ano, devido a uma pena de primeiro treinador da equipe [ [Omar Labruna]] é designado para liderar um grupo de Chile Cup contra  O'Higgins juntamente com Jose Luis Villarreal (assistente técnico Omar Labruna ), o jogo iria terminar em uma retumbante derrota de 1-5. Após a demissão do Gustavo Benitez Daybreak bancário, Tapia adicionar temporariamente a sete datas a partir do final de  Apertura de 2013, com um estilo conservador e sem graça consegue vencer 4 jogos a 1 candidato ao título, incluindo o arqui-rival Universidad de Chile e que seriam os eventuais campeões, O'Higgins, o acabamento equipe albo em 8º lugar a Apertura, terminando a sua participação em uma vitória na Estadio Monumental antes Ñublense. O nível de jogo demonstrado pelas partes que levaram Tapia fez amor com colocolino fã que gradualmente começou a sentir a sua esperança de que Tapia foi o novo treinador Albo, considerando o nível de jogo e colocolina pedido do povo, liderança Daybreak contrata Tapia como treinador primeira equipe definitiva.
O Clausura de 2014 estava vindo para este torneio e cada equipe poderia contratar um máximo de 4 jogadores. Tapia com seu TA Miguel Riffo começar a trabalhar nos próximos quatro nomes que iria moldar a equipe do Colo-Colo, após solicitações e demandas de Tapia e Riffo à liderança, Colo-Colo contrata Julio Barroso (pilar defensivo da O'Higgins, recente campeão chileno),  Jaime "Pajarito" Valdés (jogador chileno que teve 14 temporadas jogando no Serie A. e Esteban Paredes (último ídolo colocolino até então) Com estes três nomes adicionados aos já em um torneio de nível baixo e duas datas Torneio final, Colo-Colo consagrado campeão Clausura, acrescentando seu título 30, que veio procurando anos e quatro e meio atrás. Com este Tapia junta-se ao grupo de elite de campeões como jogador e depois como treinador.

## Seleção
Ele alcançou o terceiro lugar mundial com Seleção Chilena de Futebol em Campeonato Mundial de Futebol Sub-17 de Japão em 1993. Essa foi uma das principais estrelas da equipe chilena, junto com Manuel Neira, Sebastián Rozental, Dante Poli, Frank Lobos, Ariel Salas, Patricio Galaz, Alejandro Osorio, entre outros.
Sete anos mais tarde, como selecionado sub-23 se juntou à equipe chilena que ganhou uma medalha de bronze nos Jogos Olímpicos de Sydney 2000. Nesta ocasião ele compartilhou vestiário com os gostos de Ivan Zamorano, Nelson Tapia, Pedro Reyes, David Pizarro, Claudio Maldonado, Rodrigo Tello, Pablo Contreras, Reinaldo Navia ou Milovan Mirosevic.